# Maria Lluïsa de Hessen-Kassel
Maria Lluïsa de Hessen-Kassel -en alemany Marie Luise von Hessen-Kassel- (Kassel, 7 de febrer de 1688 - Ljouwert, 9 d'abril de 1765) fou Era filla del landgravi Carles I de Hessen-Kassel (1654-1730) i de Maria Amàlia de Curlàndia (1653-1711). Els seus avis paterns van ser Guillem VI de Hessen-Kassel i Hedwig Sofia de Brandenburg, i els avis materns van ser Jacob Kettler, duc de Curlàndia, i Lluïsa Carlota de Brandenburg.
Maria Luisa, que pel seu matrimoni amb Joan Guillem d'Orange-Nassau havia esdevingut princesa consort d'Orange, va haver d'exercir com a regent durant dos períodes en la història neerlandesa: durant el regnat del seu fill Guillem IV d'Orange, i el del seu net Guillem V d'Orange-Nassau. Regències que va exercir amb força èxit, tot i les adversitats econòmiques per les quals travessava el país i la seva inexperiència política.

## Matrimoni i fills
El 26 d'abril de 1709 es va casar amb Joan Guillem d'Orange-Nassau (1687-1711) fill del duc Enric Casimir II de Nassau-Dietz (1657-1696) i d'Enriqueta Amàlia d'Anhalt-Dessau (1666-1726). El matrimoni va tenir dos fills:
- Carlota Amàlia d'Orange-Nassau (1710-1777), casada amb Frederic de Baden-Durlach (1702-1732).
- Guillem IV d'Orange (1711 - 1751), que es va casar amb la princesa Anna de Hannover (1709-1759). Va néixer uns mesos després de la mort del seu pare en un naufragi.